# Парадокс хлопчика та дівчинки
Парадокс хлопчика та дівчинки (також відомий як «Діти містера Сміта» і «Проблеми місіс Сміт») — математичний парадокс у теорії ймовірностей. Вперше задача була сформульована в 1959 році, коли Мартін Гарднер опублікував один з найраніших варіантів цього парадокса в журналі Scientific American під назвою «The Two Children Problem». Інші варіанти цього парадоксу з різним ступенем невизначеності набули популярності в недавньому часі.

## Формулювання
Парадокс має таке формулювання:
- У містера Джонса двоє дітей. Старша дитина — дівчинка. Яка ймовірність того, що обидві дитини дівчата?
- У містера Сміта двоє дітей. Хоча б одна дитина — хлопчик. Яка ймовірність того, що обидві дитини хлопчики?

Сам Мартін Гарднер спочатку давав відповідь 1/2 і 1/3 відповідно, але потім зрозумів, що ситуація в другому випадку неоднозначна. Відповідь на друге питання може бути 1/2 в залежності від того, як було з'ясовано, що один з дітей хлопчик.
Неоднозначність залежно від конкретної умови задачі і зроблених припущень була пізніше підтверджена 1982 року (Maya Bar-Hillel and Ruma Falk «Some teasers concerning conditional probabilities») і в травні 2004 року (Raymond S. Nickerson «Cognition and Chance: The Psychology of Probabilistic Reasoning»).
Психологічне сприйняття даного парадоксу теж є цікавим. Наукове дослідження, яке було проведено в 2004 році (Craig R. Fox & Jonathan Levav (2004). "Partition-Edit-Count: Naive Extensional Reasoning in Judgment of Conditional Probability), показала, що при ідентичній схожості початково заданої інформації, але при різноманітних варіаціях в формулюванні задачі, підштовхуючи до вибору певної точки зору, частина студентів програми MBA, що дали відповідь 1/2 на 2 питання коливається від 85% до 39%. Парадокс часто викликає багато суперечностей. Багато людей є затятими прибічниками кожного з варіантів відповідей, при цьому вони заперечують, а іноді й зневажають протилежну точку зору.
Парадокс полягає в тому, що при різних підходах до аналізу шукана ймовірність відмінна. Найбільш очевидна відповідь на обидва запитання — 1/2. Однак, ця відповідь очевидна лише в тому разі, коли з кожного питання випливає, що є два варіанти результату для статі другої дитини (хлопчик або дівчинка) і що ймовірності цих результатів — безумовні.

## Перше питання
• У містера Джонса двоє дітей. Старша дитина — дівчинка. Яка ймовірність того, що обидві дитини дівчата?
Оберемо випадкову сім'ю, що відповідає умовам першого запитання. Тоді існують 4 рівноймовірних результати:
| Старша дитина | Молодша дитина |
| ------------- | -------------- |
| Дівчинка      | Дівчинка       |
| Дівчинка      | Хлопчик        |
| Хлопчик       | Дівчинка       |
| Хлопчик       | Хлопчик        |

Лише 2 з можливих результатів задовольняють критерію, вказаному у питанні (Це варіанти ДД, ДХ). Через те, що обидва результати з нової множини елементарних результатів {ДД, ДХ} рівноймовірні і лише один результат містить 2 дівчаток — ДД, — ймовірність того, що обидві дитини дівчата — 1/2.

## Друге питання
- У містера Сміта двоє дітей. Хоча б одна дитина — хлопчик. Яка ймовірність того, що обидві дитини хлопчики?

Друге питання схоже на перше, проте, замість твердження про те, що старша дитина хлопчик, у запитанні говориться про те, що хоча б один з дітей — хлопчик. У відповідь на критику з боку читачів Гарднер погоджується, що «через неможливості детального опису процедури рандомізації» його початкове формулювання має два способи інтерпретації методу відбору сім'ї:
- З усіх сімей з двома дітьми, де хоча б один — хлопчик, вибрана довільна родина. В цьому випадку відповідь 1/3.
- З усіх сімей з 2 дітьми, одна дитина вибирається випадковим чином, і стать цієї дитини визначена. В цьому випадку відповідь 1/2.

Очевидно, що кожен містер Сміт має по одному сину (це необхідна умова), однак не ясно, чи кожен містер Сміт з одним сином буде потрапляти під наш розгляд. В цьому і полягає проблема: твердження не говорить, що наявність сина — є достатньою умовою для включення містера Сміта у «вибірку». При цьому Бар-Хіллель и Фальк (Bar-Hillel & Falk), коментуючи роботу Гарднера, помічають, що «Місіс Сміт на відміну від читача, звичайно ж знає, якої статі її діти, коли стверджує що-небудь». Відштовхуючись від відповіді: «У мене двоє дітей і принаймні один з них хлопчик» — правильним, на їх думку, буде відповісти 1/3, як початково і вважав Гарднер. Однак це лише вважається так, бо у цьому прикладі хлопчик та дівчинка вважалися як індивідуальні особи. Тоді потрібно рахувати, що є два різних варіанта в яких в сім'ї 2 хлопчика, теж саме з дівчатами. Далі враховуючи, що варіант з двома дівчатами не розглядається, то залишаються 4 варіанти (2 варіанти з 2 хлопчиками та 2 варіанти з хлопчиком та дівчинкою) звідти правильною відповіддю буде 1/2.

## Аналіз неоднозначності
Якщо припустити, що сім'ю обрано за принципом, що в ній є хоча б одна дитина — хлопчик, і при цьому наявність хлопчика береться, як необхідна і достатня умова, то залишаються 3 з 4 рівноймовірних результатів для сім'ї з двома дітьми серед описаної раніше множини елементарних результатів.
| Старша дитина | Молодша дитина |
| ------------- | -------------- |
| Дівчинка      | Дівчинка       |
| Дівчинка      | Хлопчик        |
| Хлопчик       | Дівчинка       |
| Хлопчик       | Хлопчик        |

За припущення, що в процесі пошуку хлопчика розглядаються обидві дитини, відповідь на запитання буде 1/3. Однак, якщо спочатку була обрана родина, а потім вже накладалась умова на стать дитини, то правильним методом підрахунку буде вже не підрахунок прийнятних варіантів, а обчислення умовної ймовірності для кожного випадку.
| Старша дитина | Молодша дитина | P(цього випадку) | P(«хоча б один — хлопчик») | P(цей випадок, і «хоча б один хлопчик») |
| ------------- | -------------- | ---------------- | -------------------------- | --------------------------------------- |
| Дівчинка      | Дівчинка       | 1/4              | 0                          | 0                                       |
| Дівчинка      | Хлопчик        | 1/4              | 1/2                        | 1/8                                     |
| Хлопчик       | Дівчинка       | 1/4              | 1/2                        | 1/8                                     |
| Хлопчик       | Хлопчик        | 1/4              | 1                          | 1/4                                     |

Відповідь отримана шляхом визначення умовної ймовірності (1/4)/(0+1/8+1/8+1/4)=1/2.
Помітимо, що у випадку з вибором конкретної дитини все відбудеться дещо інакше і аналогічна відповідь буде отримана за допомогою інших обчислень. Наприклад, якщо спочатку ми будемо визначити стать молодшої дитини, тоді:
| Старша дитина (стать відома заздалегідь) | Молодша дитина | P(цього випадку) | P(«друга дитина хлопчик») | P(цей випадок, і «друга дитина хлопчик») |
| ---------------------------------------- | -------------- | ---------------- | ------------------------- | ---------------------------------------- |
| Дівчинка                                 | Дівчинка       | 1/4              | 0                         | 0                                        |
| Дівчинка                                 | Хлопчик        | 1/4              | 1                         | 1/4                                      |
| Хлопчик                                  | Дівчинка       | 1/4              | 0                         | 0                                        |
| Хлопчик                                  | Хлопчик        | 1/4              | 1                         | 1/4                                      |

тобто (1/4)/(0+1/4+0+1/4)=1/2.

## Варіанти питань
З того часу, як парадокс Гарднера став популярним, він широко обговорювався, і були придумані різні форми другого запитання. Перший варіант був запропонований Bar-Hillel і Falk, звучав він так:
- Bar-Hillel і Falk використали цей варіант, щоб підкреслити те, як важливо звертати увагу на основоположні припущення. В даному випадку відповідь 1/2 є правильною. Однак, хтось може не погодитись і сказати, що перед тим, як містер Сміт представив нам хлопчика, ми знаємо, що він батько або двох дівчат ДД, або двох хлопців ХХ, або хлопчика та дівчинки, де старший або хлопчик ХД, або дівчинка ДХ. Таким чином, враховуючи рівноймовірність подій ми знову починаємо з ймовірності 1/4, що у Сміта 2 хлопчики. Коли ми дізнаємось, що в нього принаймні один син ми автоматично відкидаємо варіант ДД. А з того, що залишені три результати рівноймовірні ми робимо висновок про те, що ймовірність ХХ дорівнює 1/3.

У 1991 році Мерилін вос Савант у своїй колонці «Запитайте Мерилін» у журналі Parade відповіла читачеві, який попросив її вирішити варіант парадоксу з цуценятами. В 1996 році з'явилась ще одна варіація другого питання в інтерпретації з цуценятами:
- 1991 рік. Продавчиня в магазині говорить, що може показати вам двох цуценят, однак вона не знає, якої вони статі. Ви хочете виключно собаку чоловічої статі, тому продавчиня дзвонить співробітникові магазину, який в цей час купає цуценят, і запитує: «Хоча б один з них хлопчик?» — І отримує ствердну відповідь. Яка ймовірність, того, що і друге щеня теж чоловічої статі?

1996 рік. У чоловіка і жінки (ніяк не пов'язаних між собою) є по двоє дітей. Ми знаємо, що у жінки принаймні один син, а старша дитина чоловіка — хлопчик. Чи можете ви пояснити, чому ймовірність мати 2-х синів у чоловіка і жінки не рівні?
Сама вос Савант дала класичну відповідь на це питання. Але при цьому вона провела опитування, в ході якого читачі з 2-ма дітьми, серед яких принаймні один син, відповідали на питання, якої статі їхні діти. 35,9% з майже 18000 людей відповіли, що у них 2 хлопчика. Ця замітка Вос Савант була докладно розглянута Карлтоном і Стенсфілдом в 2005 році в статті журналу The American Statistician. Автори не обговорювали можливу двозначність в цьому питанні, і зроблять висновок, що її відповідь є правильною з математичної точки зору, з урахуванням передумови, що ймовірності появи хлопчика і дівчинки рівні, і що стать другої дитини не залежить від статі першого. Щодо її використання вони заявляють, що «В будь-якому випадку, ми підтримуємо твердження Вос Савант про те, що ймовірності, представлені в первісному питанні не рівні, вірно і що ймовірність двох хлопчиків, ближче до 1/3, ніж до 1/2.»

## Психологічне дослідження
З точки зору статистичного аналізу вищеописані питання часто неоднозначні і не мають «правильної» відповіді, як такої. Однак парадокс другої дитини на цьому не вичерпується, також корисними є можливості, які він відкриває для дослідження інтуїтивного сприйняття людиною ймовірності. Дослідження, подібні тим, що проводила Вос Савант, стверджують, що якби люди були послідовними, то скоріш за все приходили до відповіді 1/3, але частіше зустрічається відповідь 1/2. Неоднозначність цього другого питання, хоча і створює парадокси в класичній математиці, є ґрунтом для того, щоб вивчати інтуїтивне сприйняття людьми ймовірності. Fox & Levav у 2004 році використали цей парадокс, щоб вивчити, як люди оцінюють умовну ймовірність. У цьому дослідженні парадокс був представлений людям у двох видах:
- Містер Сміт каже: «У мене двоє дітей, і принаймні один з них хлопчик». Отримавши цю інформацію, скажіть, яка ймовірність того, що друга дитина містера Сміта теж хлопчик.
- Містер Сміт каже: «У мене двоє дітей, і це не 2 дівчинки». Отримавши цю інформацію, скажіть, яка ймовірність того, що у містера Сміта 2 сина.

Автори стверджують, що перше формулювання дає читачеві помилкове враження, що існує дві рівноймовірні можливості для «іншої дитини», тоді як друге формулювання дає читачеві враження, що існує чотири можливих результати, один з яких був виключений (в результаті ймовірність для двох хлопчиків дорівнює 1/3, так як існує три можливих елементарних результати, тільки в одному з яких обидві дитини хлопчики).
За результатами цього експерименту з'ясувалося, що 2 ці формулювання заплутують людей. Так, у першому випадку відповідь 1/2 давали 85% респондентів, у той час як у другому тільки 39%. Автори припускають, що причиною, через яку люди по-різному відповідають на ці 2 питання, є те, що люди приймають рішення за допомогою евристик, що припускають використання неформалізованих методів, на відміну від розв'язання методами, що спираються на чіткі математичні моделі.